# Phénylthiocarbamide
 (juin 2019).
Pour les articles homonymes, voir PTC.
Le Phénylthiocarbamide, aussi connu sous le nom PTC, ou phénylthiourée, est un composé organique amer fabriqué par de nombreuses plantes, dont le brocoli et le chou de Bruxelles qui l'utilisent comme répulsif pour se protéger des herbivores[réf. nécessaire].
La proportion de personnes capables de déceler le goût du PTC à de petites concentrations varie fortement : d'un minimum de 53 % dans l'Andhra Pradesh (Inde) jusqu'à un maximum de 97 % chez les Amérindiens. La capacité de goûter le PTC est un trait génétique dominant. Le test déterminant la sensibilité au PTC constitue un des tests génétiques les plus communs chez l'Homme.
Une étude aurait démontré que les non-fumeurs ainsi que les gens n'étant pas accoutumés au café auraient statistiquement plus de chance d'être sensible au PTC que la population en général. [réf. souhaitée]

## Histoire
Le lien entre l'hérédité et la sensibilité au PTC a été découvert en 1931 par un chimiste de DuPont nommé Arthur Fox lorsqu'il a accidentellement mis en suspension un nuage de fins cristaux de PTC. Un collègue à sa proximité se plaignit d'avoir un goût amer dans la bouche, alors que le Dr Fox, qui était plus près aurait dû aussi le percevoir, la dose étant plus forte. Fox poursuivit en testant les papilles de son entourage, jetant ainsi une base importante pour des études génétiques futures. La corrélation avec l'hérédité était si forte qu'elle fut utilisée comme test de paternité avant l'arrivée de la comparaison de l'ADN.
Le gène de la reconnaissance du phénylthiocarbamide (PTC) et autres thiocarbamides (en) 171200 situé en 7q34 est lié génétiquement au gène du système de groupe sanguin Kell (en) 110900.
En 2009, des chercheurs espagnols ont déterminé que l'homme de Néandertal possédait ce même gène de sensibilité au PTC,.

## Rôle dans le goût
Il y a un grand nombre de preuves qui relient la capacité à détecter les composés de type thio-urée (PTC, 6-n-propylthiouracile) et les habitudes alimentaires. Voir l'article super-goûteur. De la même façon, les grands fumeurs sont plus susceptibles d'avoir un seuil de détection plus haut du PTC (donc y sont relativement peu sensibles), suggérant que cette détection par le goût pourrait jouer un rôle protecteur contre l'habitude de fumer du tabac.